# Tatsuya Nakadai
Tatsuya Nakadai (jap. 仲代 達矢 Nakadai Tatsuya) (ur. 13 grudnia 1930 lub 1932 w Tokio) – japoński aktor filmowy.
Zyskał uznanie jako odtwórca postaci samurajów i rōninów. Często występował w takich rolach obok Toshirō Mifune, m.in. w filmach jak: Straż przyboczna, Sanjūrō: samuraj znikąd, Bunt. Spór pomiędzy Akirą Kurosawą a Mifune, powstały podczas kręcenia „Rudobrodego”, doprowadził do zerwania ich współpracy. Od tamtego momentu nasiliła się współpraca Nakadai i Kurosawy.
W swojej ponad 50-letniej karierze aktorskiej Tatsuya Nakadai wystąpił łącznie w ponad 120 filmach fabularnych. Współpracował z niemal wszystkimi reżyserami japońskimi (poniższa lista reżyserów ułożona jest w porządku alfabetycznym, w nawiasach podana jest liczba filmów, jaką z każdym z nich zrealizował):
- Hideo Gosha (11)
- Kon Ichikawa (6)
- Masaki Kobayashi (11)
- Akira Kurosawa (6)
- Mikio Naruse (5)
- Kihachi Okamoto (12)
- Masahiro Shinoda (1)
- Hiroshi Teshigahara (2)

## Początki kariery aktorskiej Nakadai'a
Jak głosi fama, Nakadai został odkryty przypadkowo przez reżysera Masakiego Kobayashi w 1953 r., podczas wizyty reżysera w sklepie, w którym pracował 23-letni wówczas Nakadai. Młody człowiek skorzystał ze złożonej mu propozycji i po wstępnym przeszkoleniu scenicznym w stylu shingeki (Nowy Japoński Ruch Teatralny, który odrzucał tradycje teatrów nō  i kabuki na rzecz zachodniego realizmu), w rok później zadebiutował w filmie The Thick-Walled Room u tegoż właśnie reżysera.
Do 1960 r. Nakadai zagrał ponad 20 ról w różnych filmach wytwórni Shōchiku, szybko zdobywając uznanie i popularność, w czym pomogła mu również osobista aparycja. Był młodym, przystojnym aktorem, o wyrazistych oczach, przenikliwym spojrzeniu i bardzo szczególnym głosie (stentorowy baryton).
Największą jego rolą w początkowym okresie jego kariery filmowej była postać Kajiego, młodego żołnierza, bohatera 9-godzinnego, trzyczęściowego dzieła Masakiego Kobayashi pt. „The Human Condition” („Dola człowiecza”), przedstawiającego piekło wojny w Mandżurii, a na jej tle los młodego człowieka, który w okopach traci wszystkie swoje wcześniejsze przekonania oraz resztki sumienia.

## Szczyty sławy (lata 60. XX w.)
Po upływie dziesięciu lat od swego debiutu Tatsuya Nakadai zyskał opinię najbardziej wszechstronnego i prężnego młodego talentu aktorskiego – a wkrótce po tym, jednego z największych aktorów filmu samurajskiego oraz nieśmiertelną sławę supergwiazdora filmowego.

### Współpraca z Mikio Naruse
W okresie 1957–1963 Nakadai wystąpił w 5 filmach reżysera Mikio Naruse, seniora wśród twórców pracujących dla wytwórni Shōchiku. Najgłośniejszym z tych filmów był obraz z roku 1960, pt. „When a Woman Ascends the Stairs”, w którym Nakadai zagrał postać menedżera baru.

### Dalsza współpraca Nakadai'a z Masakim Kobayashim
Na przestrzeni lat 1954-1985 ta para artystów, aktor i reżyser, zrealizowała wspólnie 11 filmów. Ich bliska współpraca porównywana była często do współpracy innego japońskiego tandemu filmowego, Mifune – Kurosawa.
Niektóre role:
- 1962 – w filmie Harakiri Nakadai zagrał pamiętną rolę Tsugomo Hanshiro, rōnina, który w sposób szczególny mści okrutną śmierć swego zięcia – poświęca własne życie (zamierza popełnić seppuku), z tym, że przeprowadza to w taki sposób, aby skompromitować klan oraz stosunki feudalne, które stały się tego przyczyną;
- 1964 – w filmie Kwaidan, składającym się z 4 epizodów (są to opowiadania o duchach, sfilmowane według opowiadań Lafcadio Hearna) Nakadai zagrał postać drwala Monokichi, jedną z głównych ról w tym filmie;
- 1967 – w filmie Bunt Nakadai partneruje Toshirō Mifune, grając postać Tatewaki Asano, dowódcy straży granicznej. Są oni początkowo przyjaciółmi, jednak pod koniec filmu dochodzi między nimi do śmiertelnego pojedynku;
- 1971 – w filmie Inn of Evil Nakadai zagrał rolę główną, kreując postać rōnina Sadahichi;
- 1985 – film Empty Table był ostatnim wspólnym dziełem Nakadai'a i Kobayashiego.

### Współpraca z Akirą Kurosawą
W latach 1954–1985 Nakadai zagrał w 6 filmach Kurosawy. Pierwsza jego rola była drobna, ale symboliczna – w filmie Siedmiu samurajów (1954) Nakadai pojawia się na krótko, jako samuraj przechodzący ulicą miasteczka, w którym chłopi werbują rōninów do obrony ich wsi przed rozbójnikami. Ponieważ odrzucił ich propozycję, nie stał się jednym z bohaterów historii opowiedzianej w tym filmie. I chociaż ta pierwsza rola Nakadai'a jako samuraja była jedynie epizodyczna, można ją potraktować jako zwiastun późniejszych jego wielkich ról filmowych w filmach samurajskich.
Następne role Nakadai'a w filmach Kurosawy były już o wiele bardziej znaczące:
- 1961 – w Straży przybocznej Nakadai występuje jako Unosuke – rewolwerowiec, jest głównym oponentem wobec tytułowego bohatera, Kuwatakabe Sanjuro(w tej roli występuje Toshirō Mifune) [imię rōnina de facto nic nie oznacza, jest to taki przybrany na szybko pseudonim, bohater nie ujawnia nigdy swoich prawdziwych personaliów; postać była prekursorem bezimiennego odtwarzanego przez Clinta Eastwooda;
- 1962 – w Sanjuro – samuraj znikąd Nakadai zagrał postać dowódcy gwardii klanowej, Hanbei'a Muruto, będącego w opozycji wobec tytułowego bohatera filmu, Kuwatakabe Sanjuro (w roli Sanjuro ponownieToshirō Mifune)
- 1963 – w jeszcze innym filmie Kurosawy, Niebo i piekło, Nakadai zagrał postać inspektora Tokuro, partnerując Toshirō Mifune.

Po zerwaniu wieloletniej współpracy Kurosawy z Mifune, co nastąpiło w 1965 r. (w wyniku sporu osobistego, jaki pojawił się w trakcie realizacji filmu Rudobrody), Akira Kurosawa przez 18 lat nie zdobył się na reżyserowanie filmów o tematyce samurajskiej. Kiedy jednak ponownie na to się zdecydował uznał, że jedynym aktorem, który może zastąpić Mifune, jest właśnie Nakadai. W wyniku jego decyzji powstały 2 wybitne filmy:
- 1980 – Sobowtór, w którym Kurosawa obsadził Nakadai'a w podwójnej roli. Zagrał on postać wybitnego dowódcy Shingena Takedy oraz jego sobowtóra;
- 1985 – Ran, gdzie Nakadai wystąpił w niezwykle udramatyzowanej roli lorda Hidetory Ichimonji.

### Współpraca z Hideo Gosha
Z Hideo Gosha, reżyserem wielu głośnych filmów samurajskich, Nakadai współpracował w latach 1966-1991, co zaowocowało 11 filmami. Najważniejsze tytuły ich wspólnych dzieł są to (w nawiasach podane są imiona postaci filmowych granych przez Nakadai'a):
- 1969 – Honor samuraja (Magobei Wakizaka);
- 1969 – Tenchu (Hanpeita Takechi);
- 1978 – Bandit vs Samurai Squad (Kumokiri Nuzaemon);
- 1979 – Hunter in the Dark (Gomyo no Kiyoemon);
- 1982 – Tange Sazen: Ken fu! Hyakuman ryo no tsubo (Tange Sazen).

### Współpraca z Kihachim Okamoto
Na przestrzeni lat 1958-2002 Nakadai wystąpił w 12 filmach tego reżysera. Kihachi Okamoto był jednym z czołowych reżyserów japońskich, a międzynarodową sławę przyniosły mu filmy o tematyce samurajskiej, zwłaszcza te z Tetsuyą Nakadai w roli głównej (imiona postaci filmowych granych przez Nakadai'a podane są w nawiasach):
- 1966 – The Sword of Doom (Ryunosuke Tsukue);
- 1968 – Kill! (Genta);
- 1995 – East Meets West (Rintaro Katsu);
- 2001 – Vengeance for Sale (Katakura).

## Ostatnie lata pracy twórczej Nakadai'a
Tragiczna postać lorda Hidetory Ichimonji w filmie Ran Kurosawy była ostatnią wielką (przynajmniej jak do tej pory) rolą Nakadai'a. Po zagraniu w tym wybitnym filmie aktor usunął się w cień, grając później raczej role drugoplanowe w filmach przeznaczonych wyłącznie dla widowni japońskiej. Pojawiał się również w japońskiej telewizji, m.in. w filmach biograficznych o odchodzących stopniowo wielkich twórcach powojennego kina japońskiego, z którymi przecież był tak długo i blisko.
Skoncentrował się na rozwijaniu działalności Mumeijuku (Studio dla Nieznanych Aktorów), które założył już w roku 1978, wspólnie z żoną, Yasuko Miyazaki (również aktorką – pseudonim artystyczny: Tomoe Ryo).
W 1995 r. wziął udział w filmie „East Meets West”, w międzynarodowej obsadzie, w reżyserii Kihachi Okamoto. Jednakże w 1996 r., po śmierci żony, z którą pozostawał w harmonijnym związku przez 39 lat, Nakadai ponownie pogrążył się w głębokie odosobnienie.
Dopiero ostatnie lata przyniosły częściowy powrót aktora do filmu:
- 1999 – w filmie Ame Agaru (Po deszczu), pośmiertnym epitafium Akiry Kurosawy, zrealizowanym przez Takashiego Koizumi według scenariusza Kurosawy, Nakadai zagrał krótką, ale symboliczną rolę Tsujiego Gettana, mistrza szkoły szermierczej w Edo;
- 2001 – Vengeance for Sale to jeszcze jeden film samurajski w reżyserii Kihachi Okamoto. Nakadai zagrał w nim postać Umetaro Katakury.

Po roku 2000 Nakadai zagrał jeszcze kilka ról w filmach i serialach telewizyjnych, raczej nieznanych widowni zachodniej;
- 2002 – w filmie To Dance with the White Dog – postać Eisuke Nakamoto;
- 2002 – w filmie Hi wa mata noboru;
- 2003 – w filmie Like Asura / Ashura no gotoku;
- 2004 – w filmie Otoko-tachi no Yamato;
- 2004 – w serialu telewizyjnym Sekai no chushin de, ai wo sakebu;
- 2006 – w serialu telewizyjnym Shin ningen kosaten;
- 2006 – w filmie Inugamis / Inugamike no ichizoku – reż. Kon Ichikawa.

## Filmografia
(tytuł angielski lub polski / tytuł japoński
- 1953: The Thick-Walled Room /Kabe atsuki heya – reż. Masaki Kobayashi
- 1954: Siedmiu samurajów / Shichinin no samurai – reż. Akira Kurosawa
- 1956: Hi no tori – reż. Umeji Inoue
- 1956: Fukuaki no seishun – reż. Senkichi Taniguchi
- 1956: Sazae-san – reż. Nobuo Aoyagi
- 1956: Oshidori no mon – reż. Keigo Kimura
- 1957: Black River (1957)|Black River / Kuroi kawa – reż. Masaki Kobayashi
- 1957: Oban – reż. Yasuki Chiba
- 1957: Untamed / Arakure – reż. Mikio Naruse
- 1957: Hikage no musume – reż. Shuei Matsubayashi
- 1957: Zoku Oban: Fuun hen – reż. Yasuki Chiba
- 1957: A Dangerous Hero / Kiken na eiyu – reż. Hideo Suzuki
- 1957: Zokuzoku Oban: Doto uhen – reż. Yasuki Chiba
- 1957: Sazae's Youth / Sazae-san no seishun – reż. Nobuo Aoyagi
- 1958: A Boy and Three Mothers / Haha sannin – reż. Seiji Hisamatsu
- 1958: All About Marriage / Kekkon no subete – reż. Kihachi Okamoto
- 1958: Go and Get It / Buttuke honban – reż. Kozo Saeki
- 1958: Enjo – reż. Kon Ichikawa
- 1958: The Naked Sun / Hadaka no taiyo – reż. Miyoji Ieki
- 1958: The Human Condition I / Ningen no joken I – reż. Masaki Kobayashi
- 1959: Yaju shisubeshi – reż. Eizo Sugawa
- 1959: Odd Obsession / Kagi – reż. Kon Ichikawa
- 1959: Three Dolls in Ginza / Ginza no onéchan – reż. Toshio Sugie
- 1959: Anyakoro – reż. Shiro Toyoda
- 1959: The Human Condition II / Ningen no joken II – reż. Masaki Kobayashi
- 1960: When a Woman Ascends the Stairs / Onna ga kaidan wo agaru toki – reż. Mikio Naruse
- 1960: Love Under the Crucifix / Oginsama – reż. Kinuyo Tanaka
- 1960: Daughters, Wives, and a Mother / Musume tsuma haha – reż. Mikio Naruse
- 1960: The Blue Beast / Aoi yaju – reż. Hiromichi Horikawa
- 1960: Get 'em All / „Minagoroshi no uta yori kenju-yo saraba!" – reż. Eizo Sugawa
- 1961: The Other Woman / Tsuma to shite onna to shite – reż. Mikio Naruse
- 1961: Immortal Love / Eien no hito – reż. Keisuke Kinoshita
- 1961: The Human Condition III / Ningen no joken III – reż. Masaki Kobayashi
- 1961: Straż przyboczna / (用心棒 Yōjinbō) – reż. Akira Kurosawa
- 1961: Kumo ga chigieru toki – reż. Heinosuke Gosho
- 1962: Sanjūrō: samuraj znikąd / Tsubaki Sanjūrō – reż. Akira Kurosawa
- 1962: The Inheritance / Karami-ai – reż. Masaki Kobayashi
- 1962: Harakiri / Seppuku – reż. Masaki Kobayashi
- 1962: Madame Aki / Yushu heiya – reż. Shiro Toyoda
- 1963: High and Low / Tengoku to jigoku – reż. Akira Kurosawa
- 1963: Pressure of Guilt / Shiro to kuro – reż. Hiromichi Horikawa
- 1963: The Legacy of the 500,000 / Gojuman-nin no isan – reż. Toshiro Mifune
- 1963: Miren – reż. Yasuki Chiba
- 1963: A Woman's Life / Onna no rekishi – reż. Mikio Naruse
- 1964: Jigoku sakusen – reż. Takashi Tsuboshima
- 1964: Kwaidan / (Kaidan) – reż. Masaki Kobayashi
- 1965: Saigo no shinpan – reż. Hiromichi Horikawa
- 1965: Fort Graveyard / Chi to suna – reż. Kihachi Okamoto
- 1966: Illusion of Blood / Yotsuya kaidan – reż. Shiro Toyoda
- 1966: Cash Calls Hell / Gohiki no shinshi – reż. Hideo Gosha
- 1966: The Sword of Doom / Dai-bosatsu toge – reż. Kihachi Okamoto
- 1966: The Face of Another / Tanin no kao – reż. Hiroshi Teshigahara
- 1966: The Daphne / Jinchoge – reż. Yasuki Chiba
- 1967: The Age of Assassins / Satsujin kyo jidai – reż. Kihachi Okamoto
- 1967: Kojiro – reż. Hiroshi Inagaki
- 1967: Bunt / Joi-uchi: Hairyo tsuma shimatsu – reż. Masaki Kobayashi
- 1967: Tabiji – reż. Shinji Murayama
- 1968: Today We Kill, Tomorrow We Die! / Oggi a me... domani a te! – reż. Tonino Cervi
- 1968: Kill! / Kiru – reż. Kihachi Okamoto
- 1968: Admiral Yamamoto / Rengo kantai shirei chokan: Yamamoto Isoroku – reż. Seiji Maruyama
- 1968: The Human Bullet / Nikudan – reż. Kihachi Okamoto
- 1969: Honor samuraja / Goyokin – reż. Hideo Gosha
- 1969: Eiko’s 5000 Kilograms / Eiko e no 5,000 kiro – reż. Koreyoshi Kurahara
- 1969: Battle of the Japan Sea / Nihonkai daikaisen – reż. Seiji Maruyama
- 1969: Tenchu! / Hitokiri– reż. Hideo Gosha
- 1969: Blood End / Tengu-to – reż. Satsuo Yamamoto
- 1969: Portrait of Hell / Jigokuhen – reż. Shiro Toyoda
- 1970: Duel at Ezo / Ezo yakata no ketto – reż. Kengo Furusawa
- 1970: Bakumatsu – reż. Daisuke Itō
- 1970: The Scandalous Adventures of Buraikan / Buraikan – reż. Masahiro Shinoda
- 1970: Zatoichi Goes to the Fire Festival / Zatoichi abare-himatsuri – reż. Kenji Misumi
- 1970: Will to Conquer / Tenkan no abarembo – reż. Seiji Maruyama
- 1971: Inn of Evil / Inochi bonifuro– reż. Masaki Kobayashi
- 1971: The Battle of Okinawa / Gekido no showashi: Okinawa kessen – reż. Kihachi Okamoto
- 1972: The Wolves / Shussho Iwai – reż. Hideo Gosha
- 1973: Osho – reż. Hiromichi Horikawa
- 1973: Belladonna Smutku / Kanashimi no Belladonna – reż. Eiichi Yamamoto
- 1973: The Human Revolution / Ningen kakumei – reż. Toshio Masuda
- 1973: Rise, Fair Sun / Asayake no uta- reż. Kei Kumai
- 1974: Karei-naru ichizoku – reż. Satsuo Yamamoto
- 1975: The Gate of Youth / Seishun no mon – reż. Kiriro Urayama
- 1975: Tokkan – reż. Kihachi Okamoto
- 1975: I Am a Cat / Wagahai wa neko de aru – reż. Kon Ichikawa
- 1975: Kinkanshoku – reż. Satsuo Yamamoto
- 1976: Banka – reż. Yoshihiro Kawasaki
- 1976: Zoku ningen kakumei – reż. Toshio Masuda
- 1976: Fumo chitai – reż. Satsuo Yamamoto
- 1977: Sugata Sanshiro – reż. Kihachi Okamoto
- 1978: Blue Christmas / Buru Kurisumasu – reż. Kihachi Okamoto
- 1978: Queen Bee / Jo-oh-bachi – reż. Kon Ichikawa
- 1978: Bandits vs. Samurai Squadron / Kumokiri nizaemon – reż. Hideo Gosha
- 1978: The Firebird / Hi no tori – reż. Kon Ichikawa
- 1979: Hunter in the Dark / Yami no karyudo – reż. Hideo Gosha
- 1980: Sobowtór / Kagemusha – reż. Akira Kurosawa
- 1980: Port Arthur / 203 kochi – reż. Toshio Masuda
- 1981: Willful Murder / Nihon no atsui hibi bosatsu: Shimoyama jiken – reż. Kei Kumai
- 1982: Onimasa / Kiruin Hanako no shogai – reż. Hideo Gosha
- 1982: Tange Sazen: Ken fu! Hyakuman ryo no tsubo – reż. Hideo Gosha
- 1983: Final Yamato / Uchū senkan Yamato: Kanketsuhen – reż. Tomoharu Katsumata / Yoshinobu Nishizaki / Takeshi Shirado / Toshio Masuda
- 1984: Kita no hotaru – reż. Hideo Gosha
- 1985: Ran / Ran – reż. Akira Kurosawa
- 1985: The Empty Table / Shokutaku no nai ie – reż. Masaki Kobayashi
- 1986: Atami satsujin jiken – reż. Kazuo Takahashi
- 1987: Hachi-ko / Hachiko monogatari – reż. Seijiro Koyama
- 1988: Return From the River Kwai – reż. Andrew V. McLaglen
- 1988: Oracion / Yushun – reż. Shigemichi Sugita
- 1989: Four Days of Snow and Blood / Ni-ni-roku – reż. Hideo Gosha
- 1991: Heat Wave / Kagero – reż. Hideo Gosha
- 1992: The Wicked City / Yao shou du shi – reż. Mak Tai-Kit
- 1992: Basara – The Princess Goh / Goh-hime – reż. Hiroshi Teshigahara
- 1992: Faraway Sunset / Toki rakujitsu – reż. Seijiro Koyama
- 1993: Lone Wolf and Cub: Handful of Sand / Kozure Okami: Sono chisaki te ni – reż. Akira Inoue
- 1993: Summer of the Moonlight Sonata / Gekko no natsu – reż. Seijiro Koyama
- 1995: East Meets West – reż. Kihachi Okamoto
- 1996: Miyazawa Kenji sono ai – reż. Seijiro Koyama
- 1996: A Son of the Good Earth – serial telewizji NHK
- 1999: Ame agaru / Ame agaru – reż. Takashi Koizumi
- 1999: Spellbound / Kin'yu fushoku retto: Jubaku – reż. Masato Harada
- 2001: Vengeance for Sale / Sukedachi-ya Sukeroku – reż. Kihachi Okamoto
- 2002: To Dance With the White Dog / Shiroi inu to Waltz wo – reż. Takashi Tsukinoki
- 2002: Hi wa mata noboru – reż. Kiyoshi Sasabe
- 2003: Like Asura / Ashura no gotoku – reż. Yoshimitsu Morita
- 2005: Yamato / Otoko-tachi no Yamato – reż. Junya Sato
- 2006: The Inugamis / Inugamike no ichizoku – reż. Kon Ichikawa

## Nagrody i wyróżnienia
- Order Wschodzącego Słońca (2003)[2]
- Zasłużony dla kultury (2007)[2]
- Nagroda Asahi (2013)[3]
- Order Kultury (2015)[2]